# Long Live Walter Jameson
Long Live Walter Jameson este episodul 24 al serialului american Zone crepusculară.

## Prezentare

### Introducere
| “ | Sunteți martorii Actului I, Scenei I, a unui coșmar, unul nemărginit de ora vrăjitoarelor din nopțile întunecate și ploioase. Profesorul Walter Jameson, ieșit din comun de popular, povestește despre trecut de parcă ar fi prezent, evocă morții de parcă ar fi în viață. | ” |

Narațiunea continuă după ce Sam apare în prim-plan în timpul prelegerii lui Jameson:
| “ | Din punctul de vedere al acestui om, profesorul Samuel Kittridge, Walter Jameson are acces la cunoștințe care nu există în volumele de istorie, ci mai degrabă într-o carte de magie neagră; altfel spus, acest coșmar începe la miezul zilei. | ” |

### Intriga
Walter Jameson, un profesor universitar, este logodit cu o tânără doctorandă pe nume Susanna Kittridge.Tatăl Susannei, Sam Kittridge, la rândul său profesor universitar în cadrul aceluiași colegiu, îl privește cu suspiciune pe Jameson, deoarece nu a îmbătrânit deloc în cei 12 ani de când se cunosc și pare să aibă cunoștințe neobișnuit de detaliate despre unele perioade istorice care nici măcar nu apar în cărți. Jameson citește la un moment dat dintr-un jurnal autentic din timpul Războiului Civil aflat în posesia sa. Mai târziu, Kittridge îl identifică pe acesta într-o fotografie realizată de Mathew Brady⁠(d) în timpul războiului. După ce îi aduce la cunoștință aceste fapte,  Jameson recunoaște într-un final adevărul. Tinerețea veșnică i-a fost acordată de un alchimist acum mai bine de 2.000 de ani. Jameson nu știe ce i s-a întâmplat, deoarece când și-a revenit, alchimistul dispăruse. Din cauza faptului că nu îmbătrânește, a devenit un refugiat constant. De asemenea, îi spune lui Kittrige că viața eternă este îngrozitoare și că tânjește după moarte. Jameson păstrează un revolver în sertarul biroului său, dar nu are curaj să-l folosească.
Conștient că dacă Jameson se căsătorește cu fiica sa, aceasta va îmbătrâni, iar Jameson o va abandona în cele din urmă pentru a-și păstra secretul, Kittrige refuză căsătoria dintre cei doi. Profesorul îl sfidează și o cere în căsătorie pe Susanna, iar aceștia plănuiesc să fugă în lume.
Jameson este abordat de Laurette Bowen (Estelle Winwood⁠(d)), una dintre soțiile sale, pe care a abandonat-o când a început să îmbătrânească. Aceasta susține că nu-i poate permite să distrugă viața unei alte femei. Descoperă pistolul lui Jameson pe biroul său și îl împușcă. La scurt timp după plecarea lui Bowen, Kittridge intră în biroul lui Jameson și îl găsește sângerând, însă calm. Acesta îmbătrânește rapid și se prăbușește pe podea. Susanna intră în casă, însă Kittridge încearcă să-i împiedice intrarea în cameră, spunând că este plecat. Aceasta reușește să intre, dar înăuntru descoperă un costum gol cu o substanță albă lângă guler și mâneci. Când aceasta își întreabă tatăl despre ce se află pe podea, profesorul îi răspunde: „Praf, doar praf”.

### Concluzie
| “ | Ultima oprire dintr-o lungă călătorie, în timp ce încă o ființă umană se întoarce în vastul neant, care este începutul, și în țărână, care este mereu sfârșitul. | ” |